# Alexander Tjavtjavadze
Aleksandre Garsevanovitj Tjavtjavadze (georgiska: ალექსანდრე ჭავჭავაძე, ryska: Алекса́ндр Гарсеванович Чавчава́дзе), född 1768, död 1846, var en georgisk poet och general. Hans dikter präglas av romantik och sentimentalitet. Aleksandre var en del av den kulturella renässans som inträffade i Georgien i början av 1800-talet. Han var delvis inspirerad av Byron och hans hem, godset Tsinandali, besöktes av en del av dåtidens stora ryska kulturpersonligheter som poeten Lermontov och dramatikern Griboyedov. År 1829 deltog han i en sammanslutning med antirysk agenda men den planerade revolten misslyckades och de sammansvurna arresterades. Han kom dock, likt andra adelsmän, lindrigt undan på grund av sin sociala ställning och kunde fortsätta sin karriär i den ryska armén. Aleksandre var också en pionjär i moderniseringen av den georgiska vitikulturen och oenologin.